# Campeonato Mundial de Gimnasia Rítmica de 1975
El VII Campeonato Mundial de Gimnasia Rítmica se celebró en Madrid (España) y estaba previsto desarrollarse entre el 20 y el 23 de noviembre de 1975 bajo la organización de la Federación Internacional de Gimnasia (FIG) y la Real Federación Española de Gimnasia. Debido a la muerte de Francisco Franco el día 20, el campeonato fue retrasado, celebrándose finalmente del 23 al 24 de noviembre.

## Resultados
| Evento                   | Oro                                                                  | Plata                                                                         | Bronce                                    |
| ------------------------ | -------------------------------------------------------------------- | ----------------------------------------------------------------------------- | ----------------------------------------- |
| Concurso completo ind.   | Carmen Rischer Alemania Occidental 37,100 pts.                       | Christiana Rosenberg Alemania Occidental 36,700 pts.                          | María Jesús Alegre · España · 36,350 pts. |
| Pelota                   | Christiana Rosenberg Alemania Occidental 18,600                      | Carmen Rischer Alemania Occidental 18,300                                     | María Jesús Alegre · España · 18,250      |
| Mazas                    | Christiana Rosenberg Alemania Occidental 18,600                      | María Jesús Alegre · España / · Carmen Rischer · Alemania Occidental · 18,500 |                                           |
| Cinta                    | Carmen Rischer Alemania Occidental 18,950                            | Christiana Rosenberg Alemania Occidental 18,900                               | Begoña Blasco · España · 18,450           |
| Aro                      | Mitsuru Hiraguchi Japón / Carmen Riscsher Alemania Occidental 18,400 |                                                                               | María Jesús Alegre · España · 18,250      |
| Grupos concurso completo | Italia · 36,950                                                      | Japón 36,600                                                                  | España · 36,050                           |

## Medallero
| Núm. | País                | Oro | Plata | Bronce | Total |
| ---- | ------------------- | --- | ----- | ------ | ----- |
| 1    | Alemania Occidental | 5   | 4     | 0      | 9     |
| 2    | Japón               | 1   | 1     | 0      | 2     |
| 3    | Italia              | 1   | 0     | 0      | 1     |
| 4    | España              | 0   | 1     | 5      | 6     |